# 庄内警察署
庄内警察署（しょうないけいさつしょ、Shōnai Police Station）は、山形県警察が管轄する警察署の一つである。

## 管轄区域
- 東田川郡庄内町

## 所在地
- 山形県東田川郡庄内町余目字滑石8-1

## 沿革
- 1925年（大正14年）4月1日：余目警察署開署[1]。
- 1960年（昭和35年）2月：庁舎の老朽化により2階建ての庁舎に新築移転。
- 1994年（平成6年）11月28日：庁舎の老朽化により3階建ての庁舎に新築移転[2]。機動捜査隊庄内方面隊と、交通機動隊庄内分駐隊も庁舎内に移転。
- 2005年（平成17年）7月：余目町と立川町が合併したことに伴い名称を庄内警察署へ変更。
- 2006年（平成18年）4月1日：立川交番を廃止し、立川駐在所を設置[3]。
- 2008年（平成20年）3月：3駐在所を廃止。
- 2018年（平成30年）4月1日：立谷沢駐在所廃止[4]。

## 交番
なし

## 駐在所
- 立川駐在所 - 東田川郡庄内町狩川字古楯78-3